# Bill Albert
Pour les articles homonymes, voir Albert.
Bill Albert, né le 16 décembre 1942 à New York, est un essayiste et romancier américain d'origine juive, auteur de littérature populaire et de littérature d'enfance et de jeunesse.

## Biographie
Né dans un hôpital de Manhattan, il déménage cinq ans plus tard en Californie et passe son enfance à Los Angeles et à Palm Springs.
Il fait des études supérieures à l'Université de Californie à Berkeley et, plus tard, à la London School of Economics. Il s'installe définitivement en Angleterre à partir de 1964. Il enseigne à l'Université d'East Anglia, écrit des articles dans des revues savantes et publie des essais, notamment South America and the First World War: The Impact of the War on Brazil, Argentina, Peru and Chile (1988), sur les impacts économiques de la Première Guerre mondiale en Amérique du Sud. En 1991, il prend une retraite anticipée pour se consacrer à l'écrire et devenir plus actif dans un mouvement pour les droits des personnes handicapées (il est lui-même handicapé).
Son premier roman, And What About Rodriguez?, un roman policier historique situé au Pérou en 1972, refusé par tous les éditeurs britanniques, est traduit en France dans la Série noire en 1991 sous le titre Et Rodriguez, alors ? Avec son deuxième roman, Desert Blues (1994), l'auteur amorce une série de littérature d'enfance et de jeunesse consacrée aux aventures de l'orphelin Harold et de sa tante Enid.
Bill Albert a également fait paraître des romans western, mâtinés d'intrigues policières, dont Castle Garden (1996) et aussi Incident at Mirage Wells (2011), court récit situé en 1957, où l'agent immobilier sans scrupules Harrison F. Cartwell tente de subdiviser et de vendre le désert, mais est contrecarrée dans ses desseins par une veuve, des Indiens, le FBI et le désert lui-même. Time Web Tremors (2013), son dernier roman, est une œuvre de science-fiction.

## Œuvre

### Romans

#### SérieHarold and Aunt Enid
- Desert Blues (1994)
- Desert Swing (2011)
- Desert Requiem (2011)

#### SérieStratpoint Mountain
- The Secret of Startpoint Mountain (2008)
- The Ghosts of Starpoint Mountain (2010)
- The Shadows of Starpoint Mountain (2010)

#### Autres romans
- And What About Rodriguez? (2011)[1] Publié en français sous le titre Et Rodriguez, alors ?, traduit par Daniel Lemoine, Paris, Galliamard, Série noire no 2281, 1991  (ISBN 2-07-049281-8)
- Castle Garden (1996)
- Incident at Mirage Wells (2011)
- Time Web Tremors (2013)

### Recueil de nouvelles
- The Cedar Rapids Doll Collectors Club (2011)

### Nouvelles isolées
- Death Always Win (2011)
- Demon's of the Demon Sea (2011)
- End of the Line (2011)
- The Mercenary (2012)
- Darkness (2012)

### Essais
- The Turnpike Road System in England 1663–1840 (1972)
- World Sugar History Newsletter (1982)
- South America and the First World War: The Impact of the War on Brazil, Argentina, Peru and Chile (1988), en collaboration avec Paul Henderson